# Folia Biologica (Prague)
Folia Biologica (ook Journal of cellular and molecular biology) is een Tsjechisch, Engelstalig, aan collegiale toetsing onderworpen wetenschappelijk tijdschrift op het gebied van de biologie.
De naam wordt in literatuurverwijzingen meestal afgekort tot Folia Biol. (Praha).
Het wordt uitgegeven door de Karelsuniversiteit Praag en verschijnt tweemaandelijks.